# Літон (Міссурі)
Літон (англ. Leeton) — місто (англ. city) в США, в окрузі Джонсон штату Міссурі. Населення — 532 особи (2020).

## Географія
Літон розташований за координатами 38°35′0″ пн. ш. 93°41′43″ зх. д. / 38.58333° пн. ш. 93.69528° зх. д. (38.583248, -93.695224).  За даними Бюро перепису населення США в 2010 році місто мало площу 1,32 км², уся площа — суходіл.

## Демографія
Згідно з переписом 2010 року, у місті мешкало 566 осіб у 232 домогосподарствах у складі 151 родини. Густота населення становила 430 осіб/км².  Було 283 помешкання (215/км²).
Расовий склад населення:
| - 96,5 % — білих - 1,2 % — корінних американців - 0,4 % — чорних або афроамериканців - 0,4 % — азіатів |

До двох чи більше рас належало 1,6 %. Частка іспаномовних становила 1,1 % від усіх жителів.
За віковим діапазоном населення розподілялося таким чином: 24,9 % — особи молодші 18 років, 63,3 % — особи у віці 18—64 років, 11,8 % — особи у віці 65 років та старші. Медіана віку мешканця становила 38,4 року. На 100 осіб жіночої статі у місті припадало 117,7 чоловіків;  на 100 жінок у віці від 18 років та старших — 102,4 чоловіків також старших 18 років.
Середній дохід на одне домашнє господарство  становив 46 930 доларів США (медіана — 33 750), а середній дохід на одну сім'ю — 56 021 долар (медіана — 45 714). За межею бідності перебувало 25,1 % осіб, у тому числі 21,1 % дітей у віці до 18 років та 16,5 % осіб у віці 65 років та старших.
Цивільне працевлаштоване населення становило 250 осіб. Основні галузі зайнятості: освіта, охорона здоров'я та соціальна допомога — 34,0 %, виробництво — 14,4 %, науковці, спеціалісти, менеджери — 13,2 %, мистецтво, розваги та відпочинок — 12,0 %.